# Leptozestis
Leptozestis é um gênero de traça pertencente à família Cosmopterigidae.